# Gare de Sainte-Marguerite - Remomeix
La gare de Sainte-Marguerite - Remomeix est une gare ferroviaire française (fermée) de la ligne de Strasbourg-Ville à Saint-Dié, située sur le territoire de la commune de Sainte-Marguerite, à proximité de Remomeix, dans le département des Vosges en région Grand Est.

## Situation ferroviaire
Établie à 370 mètres d'altitude, la gare fermée de Sainte-Marguerite - Remomeix est située au point kilométrique (pk) 83,118 de la ligne de Strasbourg-Ville à Saint-Dié, entre les gares de Raves - Ban-de-Laveline et de Saint-Dié.

## Histoire
La section de Saint-Dié-des-Vosqges à Provenchères-sur-Fave est mise en service le 20 août 1923 par la Compagnie des chemins de fer de l'Est qui en rétrocède l'exploitation à l'Administration des chemins de fer d'Alsace et de Lorraine lorsque cette dernière prolonge la ligne jusque Saales, complétant ainsi la liaison ferroviaire Strasbourg – Saint-Dié.
La halte est fermée aux voyageurs[Depuis quand ?].

## Patrimoine ferroviaire
Le bâtiment voyageurs de la gare de Sainte-Marguerite - Remomeix sert d'habitation. Il correspond au plan type pour les haltes créé vers 1904 par la Compagnie de l'Est avec un corps de logis d'une travée à deux étages et une aile de deux travées (une porte et une petite fenêtre) accueillant les voyageurs. Les trois pignons ont une toiture à demi-croupe. Une extension à toit en appentis a été ajoutée à gauche du corps de logis.